# 邓艺孙
邓艺孙（1857年—1913年），字绳侯，号世白。安徽安庆怀宁县人，近代教育家，书法大师邓石如的曾孙。
清光绪末年，李光炯在芜湖创办安徽公学，邓艺孙继李之后担任监督。陈独秀，苏曼殊，柏文蔚等社会名流都在此任教，学生多江淮杰士。教师在学生中鼓吹革命，颇为两江总督及安徽巡抚的注目，因怯于邓艺孙的名望，未敢轻动。与此同时，马汗青等人在安庆创办了一所尚志小学，苦于经费不足，人才缺乏，几欲停办。艺孙为该校苦心经营，令其婿葛温仲当校长，并亲自出面募集经费，聘请教师，逐渐把它办成了有名的学校。宣统时，安庆成立了安徽优级师范学堂，他担任斋务长（总务长）兼经学教员。该校学监夏次岩和徐锡麟烈士是同乡，引起安徽巡抚朱家宝的怀疑，对学校虎视眈眈。邓艺孙出面奔走疏解，使学校转危为安。      
清宣统三年（1911年）八月，武昌起义成功，安徽省城安庆无主，士民惊溃。邓艺孙出面维持时局，事定，被推任教育司司长。这时教制未颁，他殚精竭虑，起草了新的教育制度，又创立了省立图书馆（现址位于安庆一中校园内）、几所中学和女子师范。1912年因母去世，辞去司长职务。1913年秋天， 接任安徽高等学堂校长，到任未及两月病逝。